# Mathilde Gantenberg
Mathilde Gantenberg (* 25. Dezember 1889 in Bochum; † 29. Oktober 1975 in Trier) war eine deutsche Politikerin der CDU.

## Leben und Beruf
Mathilde Gantenberg, die römisch-katholischen Glaubens war, studierte Philologie und wurde zum Dr. phil. promoviert. Von 1920 bis 1927 war sie Studienassessorin in Koblenz. Nach einem halben Jahr als Studienrätin am Stiftsgymnasium Xanten, arbeitete sie seit Ende 1927 als Oberstudienrätin in Bad Kreuznach. 1933 wurde sie aus politischen Gründen entlassen und verdingte sich zunächst als Bäuerin in der Eifel. 1940 wurde sie Buchhändlerin in Trier.
Nach dem Zweiten Weltkrieg kehrte Frau Gantenberg 1945 als Oberstudiendirektorin in Trier in den Schuldienst zurück.

## Partei
Von 1928 bis 1933 war Mathilde Gantenberg Mitglied des Zentrums. 1945 beteiligte sie sich an der Gründung der Christlich-Demokratischen Partei, des späteren Landesverbandes Rheinland-Pfalz der CDU, in Trier.

## Abgeordnete
Gantenberg gehörte von 1946 bis 1948 dem Stadtrat von Trier an. Sie war 1946/47 Mitglied der Beratenden Landesversammlung und danach bis zu ihrer Mandatsniederlegung am 1. Oktober 1957 Landtagsabgeordnete des Rheinland-Pfälzischen Landtages. Dabei wurde sie 1951 und 1955 im Landtagswahlkreis 3 (Rheinland-Pfalz war damals in vier Mehrpersonenwahlkreise aufgeteilt) gewählt. Von 1951 bis 1955 war sie neben der jungen Susanne Hillesheim die einzige Frau in der CDU-Fraktion des Landtages. Der Landtag wählte sie 1954 in die zweite Bundesversammlung, die Theodor Heuss als Bundespräsident wiederwählte. Nachrückerin für die Legislaturperiode war Amely Goebel. Sie gehörte dem Deutschen Bundestag vom 8. Oktober 1956, als sie für den ausgeschiedenen Abgeordneten Eduard Orth nachrückte, bis 1961 an.

## Öffentliche Ämter
Von 1948 bis 1951 war Mathilde Gantenberg Staatssekretärin im Ministerium für Unterricht und Kultus des Landes Rheinland-Pfalz. Sie war damit die erste Frau im Staatssekretärsrang in Rheinland-Pfalz.

## Ehrungen
- 1959: Großes Verdienstkreuz der Bundesrepublik Deutschland
- 1961: Leibniz-Medaille der Akademie der Wissenschaften und der Literatur Mainz
- 1964: Großes Verdienstkreuz mit Stern der Bundesrepublik Deutschland